# بوبي ساكستون
بوبي ساكستون (بالإنجليزية: Bobby Saxton)‏ هو مدرب كرة قدم ولاعب كرة قدم بريطاني في مركز الدفاع، ولد في 6 سبتمبر 1943 في دونكاستر في المملكة المتحدة. لعب مع دنابي يونايتد وديربي كاونتي ونادي إكزتر سيتي ونادي بليموث أرجايل.

## وصلات خارجية
- بوبي ساكستون على موقع قاعدة بيانات كرة القدم.إي يو (الإنجليزية)
- بوبي ساكستون على موقع Soccerbase.com (مدرب) (الإنجليزية)